# Hage (Niemcy)
Hage (wschodniofryz. Haag) – miasto (niem. Flecken) w Niemczech, w kraju związkowym Dolna Saksonia, w powiecie Aurich, siedziba gminy zbiorowej Hage..

## Geografia
Hage położone jest na południe od miasta Norden.